# Nokia 6230
Nokia 6230 — трёхдиапазонный мобильный телефон фирмы Nokia. Был выпущен в 2004 году, позиционировался как модель бизнес-класса. Считался флагманским аппаратом. Был анонсирован 28 октября 2003 года, в продажу поступил в первом квартале 2004 года.

## Особенности
TFT-экран, VGA-камера, позволявшая записывать видеоизображение, а также возможность проигрывать видеофайлы в формете 3GP и звуковые файлы в формате MP3 flac. Это был один из первых телефонов (не смартфонов), имевших слот для карт памяти. Была одной из самых продаваемых моделей своего сегмента. Воспринимался как «культовая трубка».

## Nokia 6230i

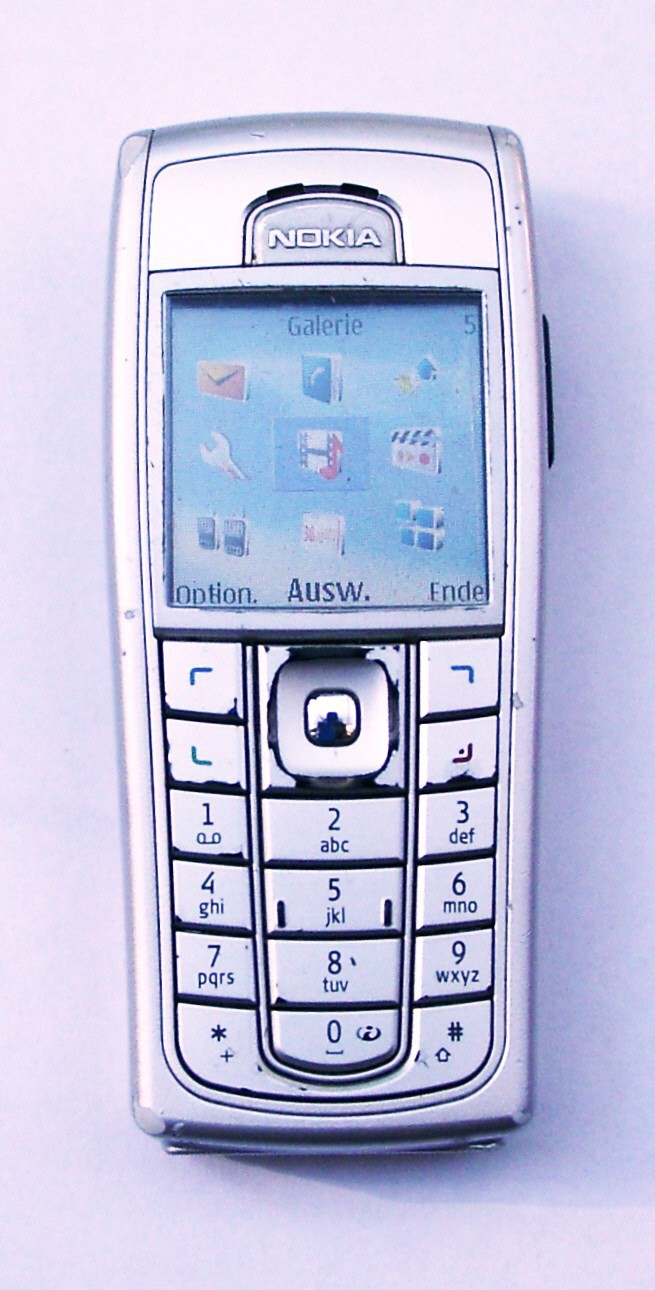
Nokia 6230i

В 2005 году была выпущена обновлённая и доработанная модель Nokia 6230i. Внешне модели различались очень слабо. Но было удвоено разрешение экрана, появилась клавиша OK, разрешение камеры 1,3 мегапикселя. Выпуск этого телефона был оценён как «возвращение легенды» (имелся в виду телефон Nokia 6230).

## Похожие модели
- Sony Ericsson K750i
- Sony Ericsson W800i